# Primula waltonii
Primula waltonii là một loài thực vật có hoa trong họ Anh thảo. Loài này được Watt ex Balf. f. miêu tả khoa học đầu tiên năm 1915.